# Searsia tenuinervis
Searsia tenuinervis är en sumakväxtart som först beskrevs av Adolf Engler, och fick sitt nu gällande namn av Moffett. Searsia tenuinervis ingår i släktet Searsia och familjen sumakväxter. Inga underarter finns listade i Catalogue of Life.